# 보충법
보충법(補充法, 영어: suppletion)이란 하나의 형태소가 서로 전혀 다른 이형태를 지니는 현상을 가리킨다. 보다 전통적으로는 한 단어가 서로 전혀 다른 어근에서 비롯한 굴절형을 지니는 현상만을 가리켰다. 그러나 최근에 와서는 정의가 확장되어 어원적으로 무관하지 않지만 공시적 음운규칙으로 설명하기 힘든 이형태의 경우나, 실질형태소가 아닌 문법형태소에 대해서도 보충법이라는 용어를 사용하는 경우가 있다.
예를 들어 한국어 동사의 높임말은 동사 어간에 ‘-(으)시’를 붙여 만드는 것이 보통이다. (가다 : 가시다, 보다 : 보시다 따위) 그러나 ‘자다’, ‘죽다’, ‘(음식을) 먹다’의 높임말은 ‘자시다’, ‘죽으시다’, ‘먹으시다’가 아니라 ‘주무시다’, ‘돌아가시다’, ‘잡수시다’로 나타난다. 따라서 ‘자다 : 주무시다’, ‘죽다 : 돌아가시다’, ‘먹다 : 잡수시다’의 관계는 보충법적이라고 할 수 있다.
다른 예로 영어 동사 ‘go’의 과거형은 ‘went’이다. 본디 ‘went’는 ‘go’와 전혀 무관한 어원을 가진 동사 ‘wend’의 과거형이었다. 따라서 ‘go : went’의 관계도 보충법적이라고 할 수 있다. 영어 형용사의 굴절 ‘good : better : best’, ‘bad : worse : worst’도 보충법의 사례이다. 한편 ‘catch : caught’, ‘bring : brought’ 따위 쌍은 공시적 음운규칙으로 설명되지 않는 불규칙 굴절이지만, ‘go : went’처럼 형태가 완전히 다르지는 않고 역사적으로도 같은 어근에서 왔기 때문에 전통적 의미에서는 보충법의 사례가 아니다. 일부 학자는 ‘go : went’처럼 형태가 완전히 다른 경우를 강보충법(强補充法, 영어: strong suppletion)이라 부르고, ‘catch : caught’처럼 형태가 유사하지만 공시적 음운규칙으로 설명할 수 없는 경우를 약보충법(弱補充法, 영어: weak suppletion)이라 불러 구분하기도 한다.